# Olasz szimfonikus progresszív rock

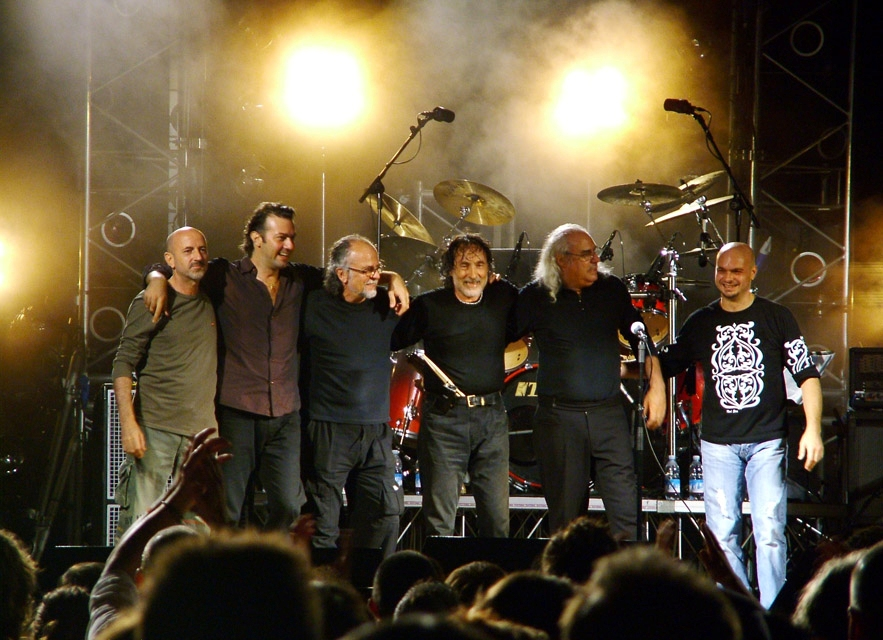
Az 1970-ben alakult Premiata Forneria Marconi (PFM), az egyik legnépszerűbb olasz szimfonikus progresszív rock zenekar.

Az olasz szimfonikus progresszív rock (gyakran csak olasz progresszív rock vagy olasz szimfonikus rock) a progresszív rockzene egyik válfaja, amely az 1970-es években alakult ki és érte el népszerűsége csúcsát. 

## Története
Bár a műfaj az olyan angol együttesek hatására alakult, mint a Genesis, a Van der Graaf Generator vagy a Gentle Giant, mégis rendelkezik pár, a progresszív rockzenében egyedülálló stílusjeggyel: a dalszövegek szinte minden esetben olasz nyelven vannak megírva, a számok kompozíciója is sokszor tradicionális olasz kompozíciós stílusban íródik.
A műfaj legismertebb együttesei: Le Orme, Premiata Forneria Marconi, Banco del Mutuo Soccorso, Osanna és a Pooh is.
Általában minden olaszországi progresszív rock zenekart ebbe a stílusba sorolnak be, így tehát ez a fogalom nem is stílust, hanem egy földrajzi szűkítést jelent. Egyes olasz zenekarok (legalábbis munkáik egy részében) sokkal több hasonlóságot mutatnak más nemzetiségű (főképp angol) zenekarok stílusához, mint más olaszokéhoz (például Premiata Forneria Marconi). Ezért hát az ilyen zenekarok stílusa nem is "olasz progresszív rock" kellene legyen, de mégis ez a meghatározás használatos.

## Lásd még
- Progresszív rock

## Külső hivatkozások
- italianprog weboldal (angol nyelven). italianprog.com. (Hozzáférés: 2011. június 11.)
- paperlate progresszív rock magazin (olasz nyelven). paperlate.it. [2011. augusztus 8-i dátummal az eredetiből archiválva]. (Hozzáférés: 2011. június 11.)
- centrostudiprogitaliano weboldal (olasz nyelven). centrostudiprogitaliano.it. (Hozzáférés: 2011. június 11.)